# فيلنيوس
فيلنيوس (باللتوانية : Vilnius) هي عاصمة ليتوانيا، يبلغ عدد سكانها حوالي 000 500 ساكن، هي المدينة الأكثر اكتظاظا في البلاد. أسست المدينة من قبل غيديمين.

اختيرت فيلنيوس في سنة 2009 عاصمةً للثقافةِ الأوروبية مع مدينة لينتز النمساوية.
من الناحية المعمارية، المركز التاريخي لفيلنيوس يتم الحفاظ عليه جيدا من قبل السلطات، وهو يصنف كاملا كتراث عالمي من جانب اليونسكو، بما في ذلك حي السفارات المتميز بواجهاته الملونة والمنحوتة. تطل على المدينة قلعة رائعة مصنوعة من الطوب تقع على تلة بضواحي المدينة، وتقع بجانب هذه القلعة، مقبرة بولونية اسمها نا روسي تحتوي على قلب المارشال يوزف بيوسودسكي (رفاته موجود في كراكوف) الذي حكم بولونيا في فترة ما بين الحربين.

دخلت فيلنيوس منذ عدة سنوات في نطاق الرأسمالية. ويظهر هذا الجانب من موقع المدينة (التي هي أقل أهمية من وارسو القريبة منها والتي يكنيها البعض هونغ كونغ أوروبا الوسطى) الذي يحتوي على العديد من المباني البلورية والحديدية التي تلقي بظلالها على قدمية الترولي باص الذي لا يزال يخدم المدينة. بينما ضواحي المدينة لا تعطي نفس الصورة على مركزها المليئ بالصفات المعمارية. ولكنه يحتفظ بصفات خرسانية رمادية تدل على الحقبة السوفياتية. ومع كل هذه التغييرات، لا يزال هناك العديد من المنازل التقليدية ذات الطابق الواحد والمصنوعة من الخشب والمسيجة بالحديد.

## أصل الاسم
فيلنيوس  تأتي من اسم نهر يعبر العاصمة، واسمه نهر فيلنيا.

## تاريخ فيلنيوس

### البداية

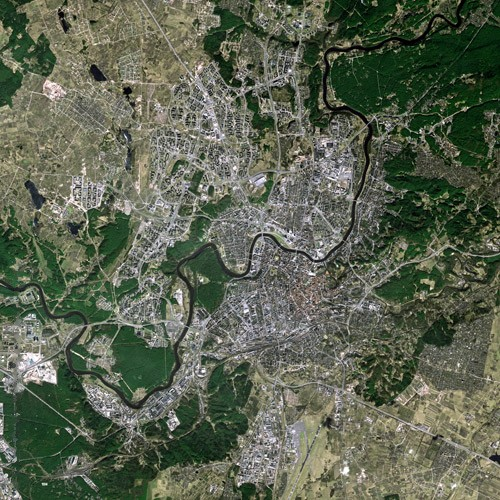
فيلنيوس ترصد من قبل القمر الإصطناعي سبوت

أسست فيلنيوس تحت حكم غيديمين (الأمير الكبير منذ سنة 1316). وفقا للأسطورة، كان هذا الأمير مستلق وهو نائم فوق تل بجانب ملتقى نهري نيرس وفيلنيا. وهنا بدأ يحلم ورأى ذئبا حديديا، كان صراخه كمائة ذئب، وعند هذه اللحظة رمى رمحه على الذئب الحديدي. لذلك بعد أن استفاق، سأل كاهنته الوثنية عن معنى هذا الحلم، فتتواصل الأسطورة وتقول أن الألهة فسرت حلم غيديمين بأن الذئب الحديدي الصارخ فوق التلة هو القلعة الصلبة التي ستكون مشيدة فوق هذه التلة وستكون نقطة الصفر لبداية إنشاء مدينة فيلنيوس عاصمة ليتوانيا وصاحبة السيادة فيها، وفسرت أن الرمح الذي ألقاه غيديمين هو الإشعاع الذي سيكون لهذه العاصمة الليتوانية. في هذا العصر كانت السيادة من حصة أصحاب قصر واسربورغ غرب مدينة تراكاي.

مهما كانت الأسطورة، ينظر علماء الآثار إلى تاريخ المدنية من نقطة أقرب: وفقا للحفريات التي قاموا بها، منذ القرن الحادي عشر، سكن البشر هذه المنطقة ذات المحيط المناسب (طبيعيا وعمليا). أقدم أثر يحسب ويتحدث عن مدينة فيلنيوس بصفتها عاصمة يرجع لسنة 1323. حيث في هذه السنة كتب الأمير الكبير غيديمين رسالة باللغة اللاتينية من هذه العاصمة القديمة، يجند فيها أناس وتجار وكهنة كبار (يعني شخصيات رفيعة المستوى) في محاولة منه في جذب الناس لإعمار المدينة ويقول أن المدينة تتبنى حرية التدين والدين. وهنا كان يواجه المعتقدات الدينية المختلفة الموجودة في المدينة.

### الاتحاد البولوني اللتواني

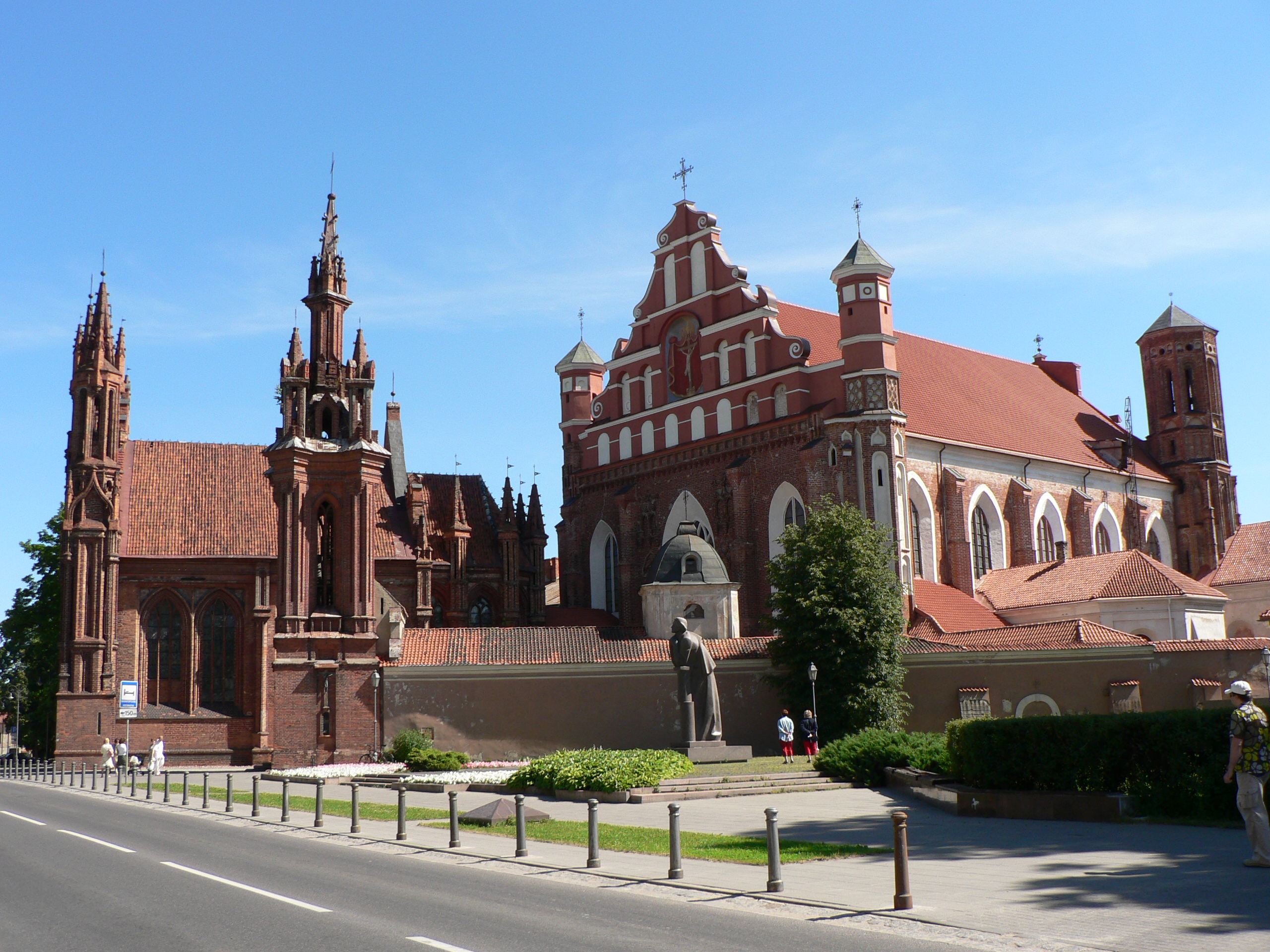
منظر جانبي لكنيسة حنة مع كنيسة بيرنانردين.

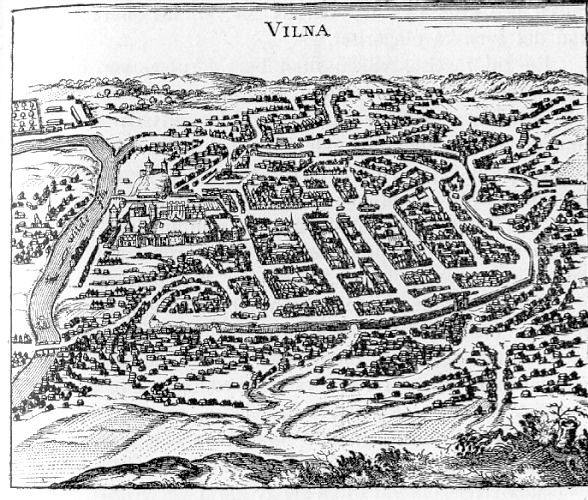
فيلنيوس في القرن 17 ميلادي

منذ سنة 1377، حكم الدوق الأكبر لليتوانيا يوغيلا البلاد. وفي 1385، أسس بالتعاون مع بولندا اتحاد كريفو. والسبب من هذا هو تنصير البلاد. إذن تم إطفاء نيران المعابد فوق تلة فيلنيوس، وتم هدم المعابد الوثنية. بعد سنة من هذه الحملة، في 1386، تزوج الدوق الأكبر على نحو متعارف عليه من يادفيجا ملكة بولندا الأولى. وتحت اسم فلاديسلاف الثاني، توج ملكا على ليتوانيا وبولندا، وبهذا وحد البلدين.

في نفس الوقت، تم إصدار قانون ماغديبورغ في مدينة فيلنيوس. ومن جهة أخرى، شهدت المدينة فترة من الازدهار الاقتصادي في القرن الخامس عشر. وبعد وجود الاتحاد البولندي الليتواني (1385ء1569)، أصبحت المدينة تحت تأثير بولندي كبير، وكذلك أصبح أغلبية السكان بولنديين. واستئنفت الإصلاحات المضادة في المنطقة من قبل معهد اليسوعيون الذي أسس في 1570، والتي استبدلت في 1579 إلى جامعة فيلنيوس، ومع ملك بولندا ستيفن باتوري، والبابا غريغوري الثاني عشر. وكانت جامعة فيلنيوس، الجامعة الوحيدة الموجودة في شرق ووسط أوروبا. وفي نفس الوقت، جلب ملك بولندا، الكثير من السكان اليهود، وبهذا أصبحت فيلنيوس من أهم المناطق التي تتركز فيها المجموعات اليهودية ذوي ثقافة الأشكناز. وكانت تسمى  ليتوانيا لأهميتها الروحية لدى اليهود. 

من الناحية الاقتصادية، بدأ اقتصاد فيلنيوس ينحدر في القرن السادس عشر للهيمنة البولندية الكبيرة عليها.
وعرف القرن السابع عشر بكثرة الأزمات (من 1655 إلى 1661، احتلت المدينة من قبل الروس) والأوبئة الخطيرة مثل مرض الطاعون.

خلال حرب الشمال العظمى، احتلت المدينة وخربت من قبل قوات عسكرية سويدية من سنة 1702 إلى 1707. وأيضا بعض الأزمات التي وقعت في سنوات 1737 و 1745 و 1747، أخرت في تطور ونمو المدينة وحالت دون مواكبتها للعصر.

### الإمبراطورية الروسية

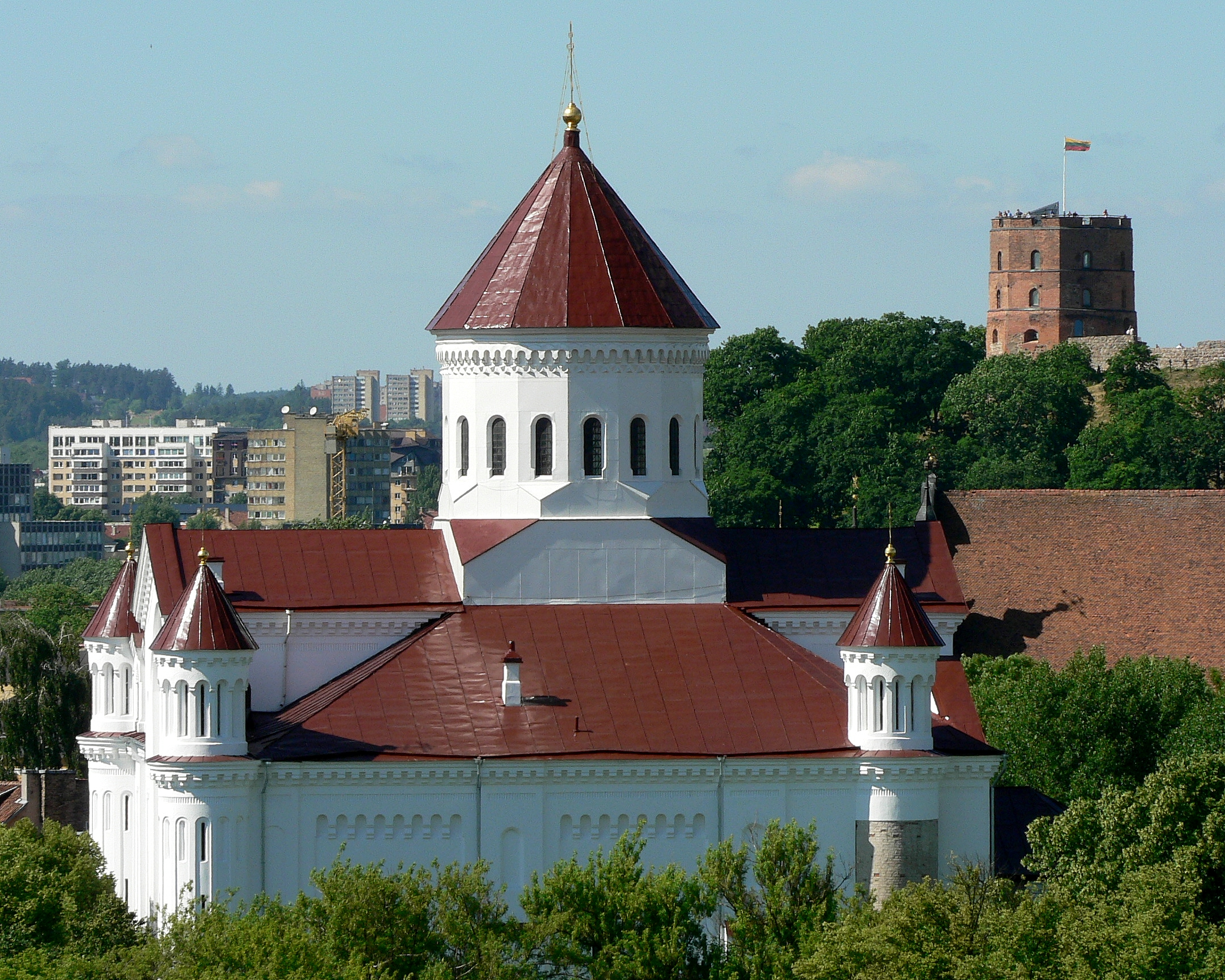
كاتدرائية العذراء الأرثوذكسية في فيلنيوس

من 1765 إلى 1915 (رسميا إلى 1917) كانت ليتوانيا (يعني فيلنيوس والتي كانت تسمى رسميا بالروسية فيلنا) تنتمي إلى الإمبراطورية الروسية، حيث كانت فيلنيوس عاصمة إقليم فيلنا، وكانت مركزا لحاكم عام. والآن تدل مقبرة القديس إفروسين على وجود الجالية الروسية الأرثوذكسية.

بعد ثورة الليتوانيين والبولنديين على الروس سنة 1831، أغلقت جامعة فيلنيوس أبوابها من قبل السلطات القيصرية الروسية بعد أن كانت مقرا للثوار المثقفين، وتركت مغلقة حتى أواخر الحرب العالمية الأولى. وفي هذا الوقت كانت عملية تهيئة مدينة فيلنا (فيلنيوس) قليلة جدا ولكن كانت تتمتع ببعض المساعدات باعتبارها عاصمة لإقليم فيلنا، حيث في القرن التاسع عشر كانت فيلنا مركز الحياة العامة في بيلاروسيا وبهذا أصبح يوجد جنسية ثالثة في المنطقة مع اليهود والبولنديين.

الشعراء والكتاب البيلاروسيين الأكثر أهمية الموجودين في هذه المنطقة، قاموا بنشر أعمالهم باسم مدينة فيلنا (فيلنيوس). وفي نفس هذا الموضوع، تم نشر أول صحيفة بيلاروسية في مدينة فيلنيوس سنة 1906 وإسمها ناتشا نيفا.

في سنة 1896، ترك رجل الأعمال اليهودي ماتيتياهو ستراشن كتبه للجالية اليهودية الموجودة في المدينة، وأسس بهذا أكبر مكتبة يهودية في أوروبا. وأسس اليهود في أواخر القرن التاسع عشر أول مجموعة عرقية روحانية يهودية في المدينة، وأصبحوا يمثلون بهذا قرابة نصف سكان المدينة.

قامت في فيلنيوس أوساط ثورية يهودية، الأولى بقيادة صموئيل آرون ليبرمان في السنوات 1870، وأخرى بقيادة أركادي كريمر، وكذلك ولدت الحركة الثورية اليهودية، مع إنشاء الاتحاد العام للعمال اليهود في 1897.

### الحرب العالمية الأولى وفترة ما بين الحربين

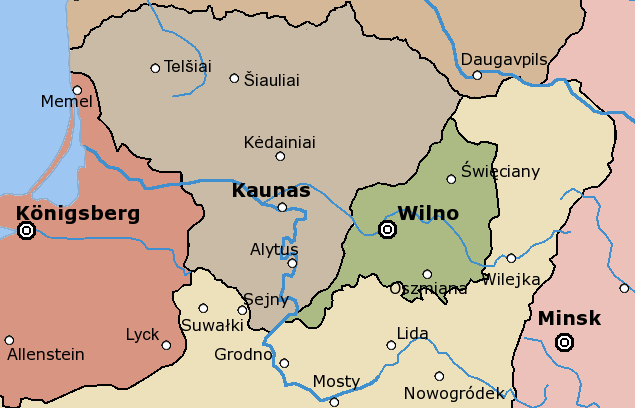
خارطة ليتوانيا سنة 1923

احتلت المدينة أثناء الحرب العالمية الأولى من قبل ألمانيا من سنة 1915 إلى ديسمبر 1918، حين دخلت في ذمة القائد العام للقوات المسلحة لألمانيا في الشرق وأصبحت تحت عدالته وسيادته. وعندما كانت المدينة تحت الاحتلال الألماني تم توقيع استقلال ليتوانيا الجديدة في 16 فبراير 1918 في مدينة فيلنا (الاسم الروسي المشتق من فيلنيوس).

عند إعلان استقلال ليتوانيا عن ألمانيا، شهدت البلاد اضطرابات كبيرة خاصة في الجلاء الألماني عن المدينة في 31 ديسمبر 1918. ثم مسك الجيش البولندي زمام الأمور في البلاد من 1 يناير إلى 5 يناير 1919 حيث يمثل البولنديون نصف سكان المدينة. وبعد ذلك مباشرة، دخل الجيش الأحمر البلاد في 5 يناير 1919 وكان يملك شعبية لا بأس بها في العاصمة الليتوانية من الشيوعيين واليهود، وتم وضع حكومة ليتوانية شيوعية بترأس الناشط الليتواني فينكاس ميكيفيتشيوس كابسوكاس. وبين 18 فبراير و20 فبراير انضمت الجمهورية الاشتراكية السوفياتية الليتوانية إلى جمهورية بيلاروسيا السوفيتية الاشتراكية، ومس هذا الاندماج الطبقات المالكة والبولنديين، وفي 27 فبراير القادم، إتحد البلدين رسميا وكونوا الجمهورية الاشتراكية السوفياتية الليتوانية البيلاروسية، وتم اختيار فيلنيوس لتكون عاصمة للبلاد. ومن سنة 1919، هزت أعمال الشغب المدينة، حيث ضغطت فئة من الشعب على بولندا لتشن حربا ضد رويسا البلشفية التي تحكم في فيلنيوس. لذلك في 19 أبريل أخذت القوات البولندية فيلنيوس من جديد (بالبولندية: فيلنو)، وكانت تدور شائعات أن الجالية اليهودية كانت تتعاون مع السلطات الروسية، لهذا تم اتهام الكثير من اليهود بالتواطئ مع المحتل السابق، لكن بعد حدوث عدة عمليات اغتيال للجنود البولنديين في العاصمة فيلنيوس، تم اتهامهه بالضلوع في هذه العمليات بسبب دعمهم لروسيا عند دخولها الأراضي الليتوانية.

رد الجيش الروسي على بولندا بعد سنة وثلاثة أشهر بمساعدة السكان الليتوانيين والبيلاروسيين في 20 يوليو 1920، وبهذا اعترفت بولندا بملكية مدينة فيلنيوس وولايتها للتوانيا في 7 أكتوبر 1920، ولكن من الغد ادعى قائد القوات البولندية لوتسيان جليغوفسكي التمرد على رأي ونصيحة يوزف بيوسودسكي، وهاجم من جديد الحكومة الروسية البلشفية في فيلنيوس بعد تمكنه من اختراق المدينة، التي سقطت من الغد. وأعلن آنذاك جمهورية ليتوانيا الوسطى التي تمتد على مساحة مقاطعة فيلنيوس، في حين أن المثقفين في ليتوانيا غادروا العاصمة الجديدة إلى مدينة كاوناس، والتي أصبحت بدورها عاصمة ليتوانيا للتسعة عشر سنة التالية.
في الحقيقة، كانت بولندا تحكم فيما تبقى من جمهورية ليتوانيا الوسطى، بتعلة أن أغلبية السكان بولنديين، حتى أرفقت إليها هذه الجمهورية بعد تصويت موافق في الجمعية العامة لفيلنيوس (البرلمان)، وبهذا القرار إنخفظت رتبة فيلنيوس إلى محافظة. ولم يتبق للأقلية الليتوانية سوى كنيسة واحدة والتي بدورها أصبحت هي الوحيدة التي تستعمل اللغة الليتوانية وهي كنيسة القديس نيكولا في فيلنيوس، ولكن كان بجانب الليتوانيون، أقلية بيلاروسية الذين حافظوا على مدارسهم، وثقافتهم.

في هذا العصر، كانت جامعة فيلنيوس تعتبر من أكبر الجامعات في هذه المنطقة. وهي تهم الحياة الثقافية والعلمية لليهود الأشكناز المستقرين في شرق وسط أوروبا.

### الحرب العالمية الثانية
في سبتمبر 1939، وبعد احتلال بولندا من قبل ألمانيا، قام الجيش الأحمر بتطبيق البروتوكول السري السوفياتي والبولندي، واحتلت شرق بولندا الذي يحتوي على الأراضي الليتوانية والبيلاروسية. وفي 19 سبتمبر من نفس السنة، أصبحت فيلنيوس لعدة أسابيع تنتمي إلى جمهورية بيلاروسيا السوفيتية الاشتراكية، وفي شهر أكتوبر تنازلت فيلنيوس رسميا إلى ليتوانيا.

في هذا الوقت احتلت ليتوانيا في 15 يونيو 1940 من قبل الجيش الأحمر ثم انضمت إلى الاتحاد السوفياتي في 3 أغسطس 1940. عرفت فيلنيوس سيادتها في هذا الوقت عندما رجعت عاصمة لجمهورية السوفيتية الاشتراكية الليتوانية. وكان الليتوانيون لا يمثلون سوى 2% من السكان والبقية كانوا بولنديين ثم اليهود ثم البيلاروسيين.

وعند دخول القوات الألمانية لليتوانيا في صيف 1941، كانت نهاية تاريخ اليهود في المدينة قد اقتربت، حيث أن الاحتلال الألماني بدأ في 23 يونيو 1941 وانتهى في 13 يوليو 1944. في البلدة القديمة لفيلنيوس، تم تقسيم غيتو فيلنيوس إلى اثنين. الإبادة الأولى والصغرى بدأت من وقت إعلان الاحتلال ودامت حتى أكتوبر 1941، وشهدت مقتل عدة عشرات من الآلاف من اليهود في مجزرة بونارييه (حسب رواية الهولوكوست) التي وقعت في غابة تقع على بعد 10 كم غرب المدينة. والإبادة الثانية بقيت حتى سنة 1943 وكان اليهود يبعثون إلى معسكرات الاعتقال النازية حتى يقتلون هناك.

يوجد الآن مقبرة صغيرة للسجناء السوفياتيين في المدينة تذكر بضحايا الاتحاد السوفياتي المقتولين من قبل الألمان الذين عددهم حوالي 4500 شخص، والذين فيهم القليل من البيلاروسيين والليتوانيون.

خرج الجيش الألماني نهائيا من ليتوانيا في 13 يوليو 1945 بعدما هوجم من الاتحاد السوفياتي الذي يقوده الجنرال إيفان تشرنياخوفسكي الذي يقود عدة كتائب في جبهة بيلاروسيا يقدر عددهم ب000 200 شخص.

### الجمهورية الاشتراكية السوفياتية الليتوانية
بعد الحرب العالمية الثانية، انضمت ليتونيا إلى الاتحاد السوفياتي ثانية، وكذلك عادت فيلنيوس عاصمة للجمهورية الاشتراكية السوفياتية الليتوانية. وتم طرد السكان البولنديين والعديد من الناجين من المدينة وتم ترحيلهم إلى سيبيريا في بداية الاحتلال السوفياتي الثاني.

ومنذ نهاية الحرب العالمية الثانية، لم يعد النمو السكاني إلى معدله الطبيعي إلى في سنة 1960.

في 11 مارس 1990، أعلن المجلس الأعلى للجمهورية الاشتراكية الليتوانية عزمها على استعادة استقلال البلاد.

وبعد هذا الإعلان، بعثث السلطات السوفياتية قوات إلى العاصمة فيلنيوس في 9 يناير 1991. وفي 13 يناير المقبل، هاجمت هذه القوات مبنى التلفزيون والراديو وقتلت حينئذ 15 شخصا وجرحت المئات.

### الاستقلال وجمهورية ليتوانيا
تحصلت ليتونيا عن استقلالها في أغسطس 1991 بعيد سقوط الاتحاد السوفياتي، ومنذ ذلك الوقت عرفت فيلنيوس بملامحها السوفياتية وأصبحت بذلك مدينة غربية عالمية.
في وسط العاصمة والمدينة القديمة، كان يوجد مقترح للتنمية يأتي في إطار مشروع غيديمين، ولكن تم الإلقاء به في ضفاف نهر ناريس، وقد كان الجسم الملقى هو أسس الحي التجاري والإداري والعصري، وبه لا تصبح فيلنيوس نقطة جذب سياحي فقط بل نقطة عمل تجاري واقتصادي. وحتى هذه السنوات، كانت التنمية تقتصر فقط على الأراضي الخالية.

## السكان

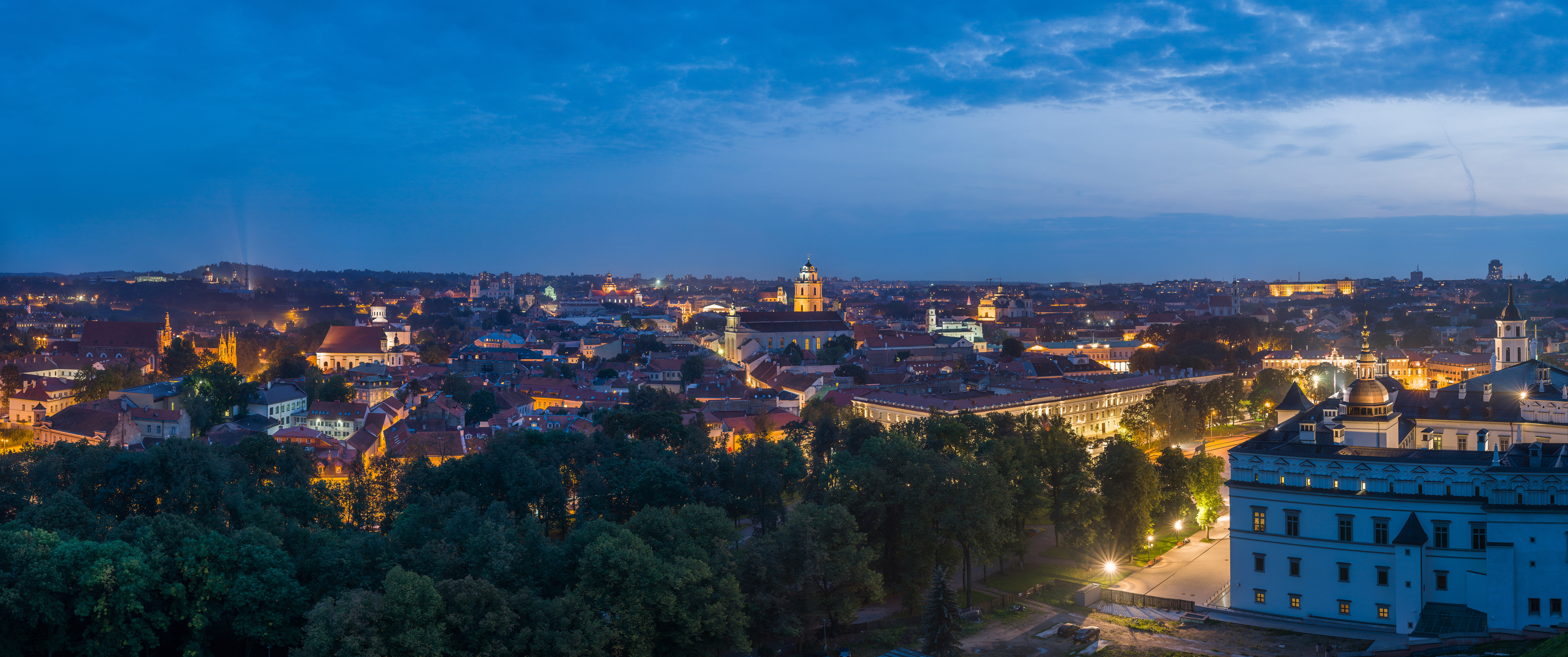
البلدة القديمة بجانب الأحياء العصرية

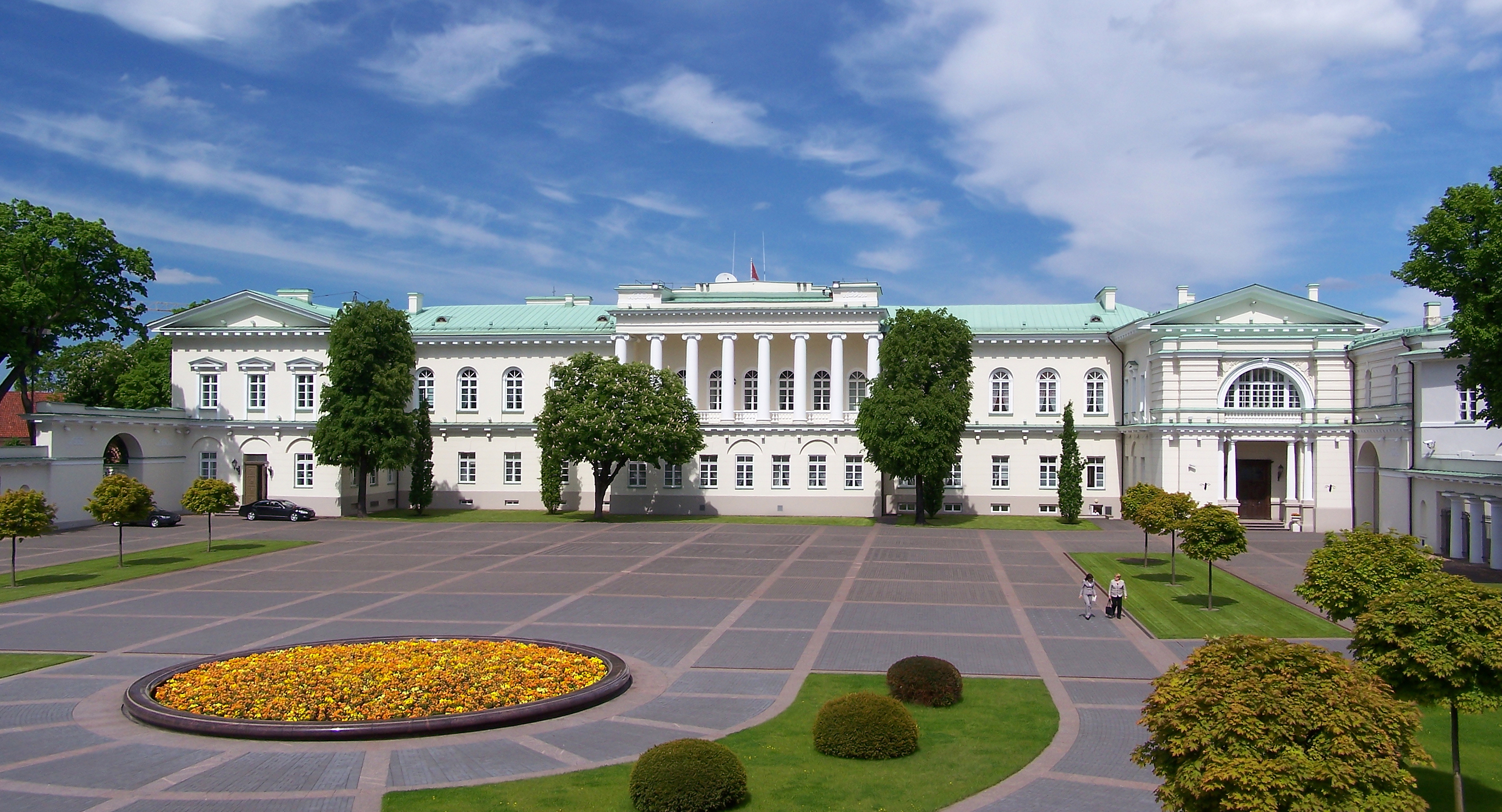
قصر الرئاسة في فيلنيوس

في تعداد سنة 1875، كانت المدينة تعد 688 82 ساكن، منهم 909 37 يهودي (ما يساوي 46% من السكان، وأيضا أهم فئة في الشعب).

وفي سنة 1902، كان هناك في فيلنيوس 000 80 يهودي من مجموع قدره 633 162 ساكن (49% من السكان).

حتى حقبة الحرب العالمية الثانية، كانت فيلنيوس تتبع إلى بولندا، وكانت المدينة مسكونة من قبل 50% بولنديين، و 40% من اليهود، ونجد كذلك قلة كبيرة من البيلاروسيين في حين أن الليتوانيين لا يمثلون إلا 2% من السكان.

بعد الحرب العالمية الثانية، لم يتبقى من 000 80 يهودي إلا عدة آلاف حسب رواية الهولوكوست في سنة 1945. أغلبية سكان بولندا غادروا إلى غرب بولندا، وأيضا إلى حد الآن لا يزال نسبة كبيرة من البولنديين يقيمون في فيلنيوس. 

بعد الحرب، ولتكوين عاصمة للجمهورية الاشتراكية السوفياتية الليتوانية رجع الليتوانيون والروسيون إلى فيلنيوس البولندية، وأسسوا فيها إدارات ومعاهد وأساسا متاجر صناعية. وبذلك أصبحت فيلنيوس ليتوانية (في نظر السكان).

عرفت المدينة نمو سكاني ملحوظ خاصة في 2001 حيث أصبح عدد السكان 287 542 ساكن، ويمثل الليتوانيون 57,8%، والبولنديين 18,7%، والروسيين 14%، والبيلاروسيين 4%، و 5,5% يمثلون جنسيات مختلفة.
 ويوجد حوالي 0.5% يهود أو لهم أصول يهودية.

## التقسيم الإداري

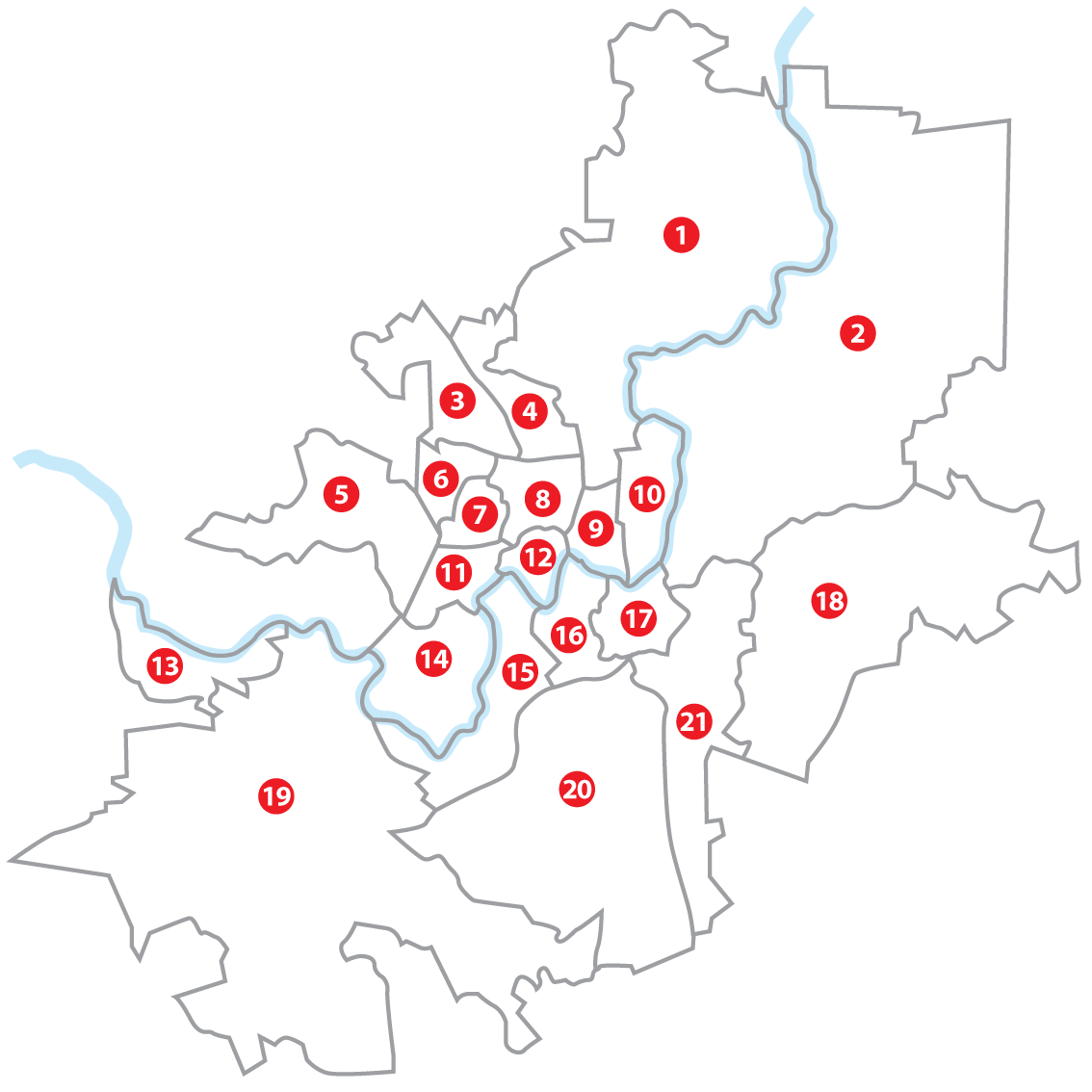
خريطة التقسيم الإداري لمقاطعة فيلنيوس، الأرقام تمثل الأسامي في القائمة أدناه

صورة بانورامية للمدينة

مقاطعة فيلنيوس تتكون من 21 «سينيونيهوس» (مدينة):
1. فركيا
2. أنتاهالنيس
3. باشيلاشيا
4. فابيجونيشاكس
5. بيلايت
6. جوستينيشاكس
7. فرشوليشاكس
8. تشاتشكين
9. شنيبيشاكس
10. جيرمونا
11. كارولينيشاكس
12. جيفيريناس
13. غريجيشاكس
14. لازديناي
15. فيلكبايد
16. نوجامياستيس
17. سيناميستيس
18. نوجوجي فيلنيا
19. بانيراي
20. نوجينينكاي
21. رازوس

## الدين
عُرِفَت فيلنيوس بتعددها الديني في القرن السابع عشر. نشر صموئيل لوكينر «Samuel Lewkenor» من لندن كتابا في أوصاف المدن وجامعاتها عام 1600. ويذكر لوكينر تألف سكان المدينة من الكاثوليك والأرثوذكس والكالفينيون واللوثريون واليهود والمسلمون التتار.
اشتهرت فيلنيوس خلال القرن السابع عشر على مستوى مدن أوروبا في أنهُ لم يضاهيها أي مدينة أخرى من حيث عدد كنائس الاعتراف المختلفة. وثَّقت أعمال روبرت موردن المعتبرة بحلول نهاية القرن هذا الأمر فورد في عمله الشهير «الجغرافيا المصححة أو وصف العالم» بأنه لا يوجد مدينة في العالم أجمع تفوق فيلنيوس في عدد الكنائس والمعابد وشتى أنواع دور العبادة، إلَّا لربما أمستردام.
اليوم يقع في المدينة مقر أبرشية فيلنيوس الرومانية الكاثوليكية وما يصاحبها من المؤسسات الكنسيَّة الرئيسية وكاتدرائية الأبرشية (كاتدرائية فيلنيوس).

## المناخ
تتسم فيلنيوس بمناخ شبه قاري، حيث عادة ما يكون فصل الشتاء أقل برودة من روسيا الوسطى وفصل الصيف يكون باردا قليلا. يغطي الثلج الأرض لمدة تقدر ب102 يوم في العام. ولذلك الصيف هو الفصل الأكثر اعتدالا.
- الرقم القياسي في أبرد درجة حرارة مسجلة: 37.2- °C (يناير 1940)
- الرقم القياسي في أسخن درجة حرارة مسجلة: 35.4 °C (يوليو 1959)
- متوسط عدد الأيام في السنة التي تثلج فيها: 86 يوم
- متوسط عدد الأيام في السنة التي تمطر فيها: 162 يوم
- متوسط عدد الأيام في السنة التي تعصف فيها: 23 يوم
- متوسط عدد الأيام في السنة التي تعصف فيها ثلجيا: 16 يوم

## المعالم السياحية

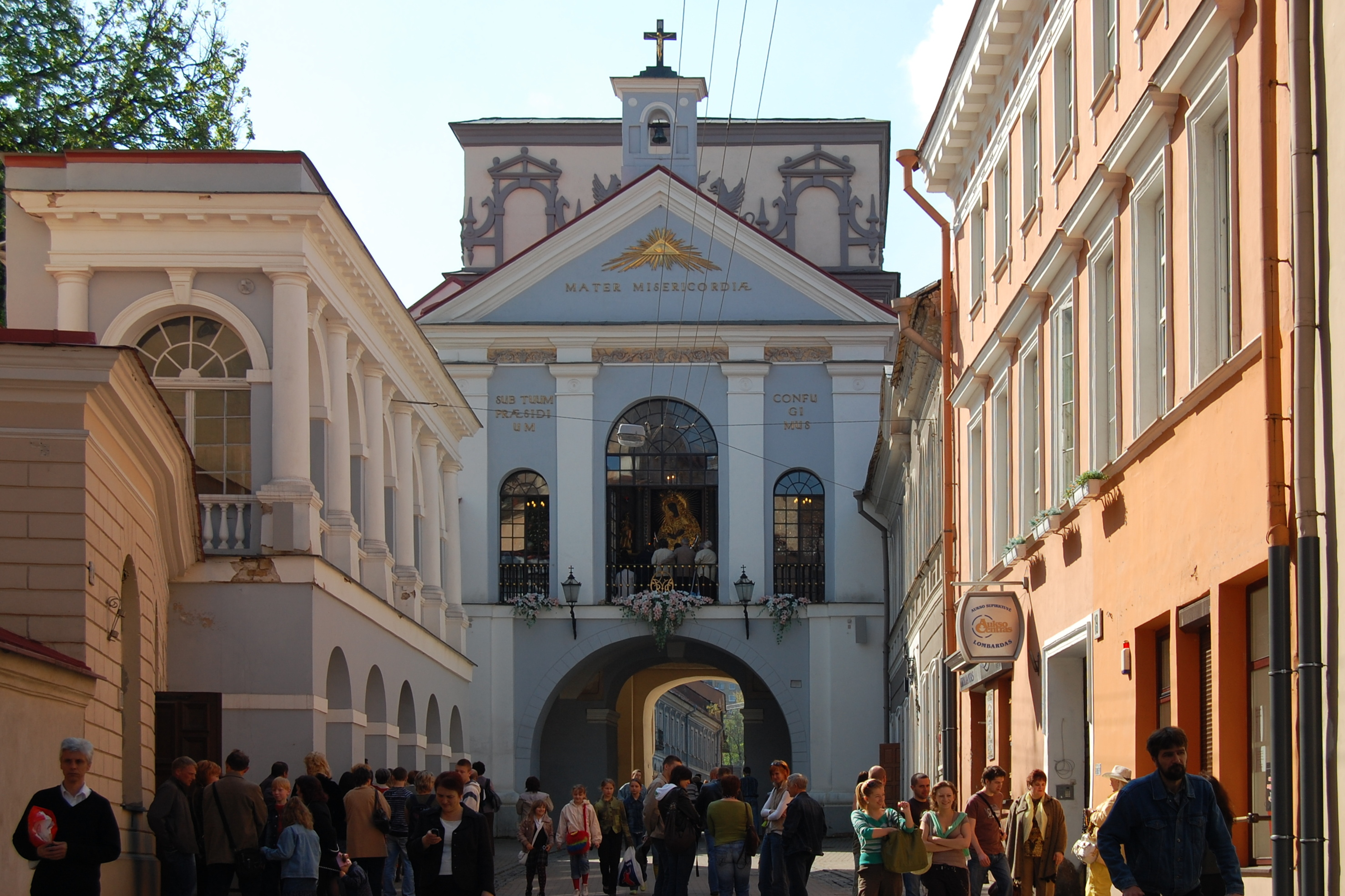
بوابة الفجر

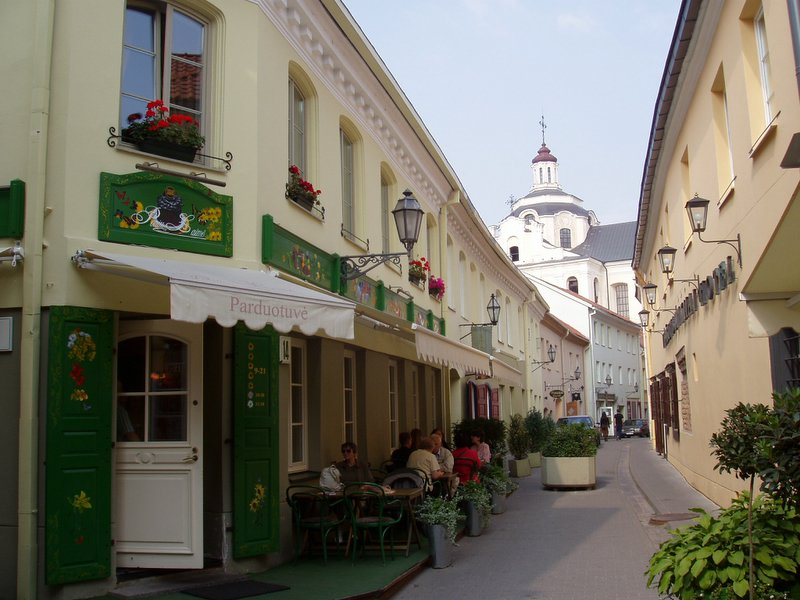
جانب من البلدة القديمة

من أهم الرموز السياحية في المدينة يوجد ما تبقى من قلعة غيديمين التي يرجع تاريخها إلى القرن الرابع عشر والخامس عشر، والتي توجد على تلة لها نفس الاسم. وأيضا يوجد كاثدرائية فيلنيوس ذات التصميم الكلاسيكي.
وأيضا البلدة التاريخية لفلنيوس تمثل أكبر إرث سياحي وتاريخي لفلنيوس، لاحتوائها على شبكة طرقات تقليدية وتصميمات تشكيلية وفنية هندسية جميلة وكذلك لاحتوائها على عدة كنائس قديمة جدا مصنوعة من الطوب الأحمر وذات الحقبة القوطية مثل كنيسة القديس فرانسوا داسيس وكنيسة القديس جان باتيست والقديس يوحنا الإنجيلي وكنيسة القديسة آن.

يجدر الذكر بأن المدينة التاريخية القديمة لفلنيوس مسجلة منذ 1994 في مواقع التراث العالمي التابعة لليونسكو.
 ويوجد عدة أماكن سياحية أخرى مثل دار البلدية القديم، وبوابة الفجر وعدة منازل وأثار موجودة على ضفاف أنهار ناريس وفيلنيا.

## محيط فيلنيوس

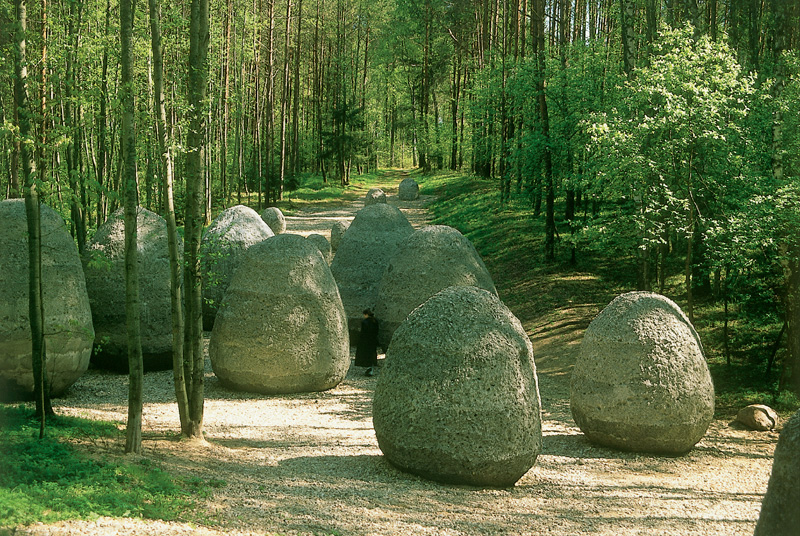
المتحف الطبيعي في قرية بورنوشاكس شمال فيلنيوس

يفضل معظم زوار المدينة زيارة برج التلفزيون الذي يبلغ طوله 326 متر ويمكن للزوار الصعود إلى المنصة التي تعطي صورة بانورامية على طول 190 متر.
 ويقع على بعد حوالي 30 كم غرب فيلنيوس في عاصمة ليتوانيا في القرون الوسطى تراكاي، قلعة قديمة جدا اسمها واسربورغ.
 وفي شمال فيلنيوس، تقع قرية بورنوشاكس التي تحتوي على متحف طبيعي اسمه أوروبوس باركاس (حديقة أوروبا) يتكون من صخور بيضاوية ضخمة والتي اكتشفت سنة 1989 وتمثل أثار جغرافية للقارة الأوروبية.

## الجامعات ومؤسسات التعليم العالي
يوجد في فيلنيوس عدة جامعات منهم:
- جامعة غيديميناس التقنية، أنشأت هذه الجامعة من قبل البرلمان الليتواني.
- جامعة مايكولاس-رومر.
- الجامعة التربوية.
- أكاديمية الفنون الجميلة.

### جامعة فيلنيوس
جامعة فيلنيوس (Vilniaus universitetas, VU) هي جامعة أسست سنة 1579، وتكون بذلك أقدم جامعة في أوروبا الشرقية وفي بلدان البلطيق. (أقدم جامعة في أوروبا الوسطى هي جامعة تشارلز في براغ).

### الجامعة الأوروبية للعلوم الإنسانية
في يونيو 2005، لجأت الجامعة الأوروبية للعلوم الإنسانية إلى فيلنيوس بعد أن كانت في بيلاروسيا وغادرت البلاد لأسباب سياسية حيث اعتبرت في فيلنيوس كمنفية مؤقتا. الجامعة الأوروبية للعلوم الإنسانية هي جامعة تقدم دروس عن أوروبا واللغات والعلوم السياسية.

## المتاحف
في يونيو 2008، وافقت الحكومة الليتوانية رسميا على مشروع إنشاء متحف في فيلنيوس بالتعاون مع مؤسسة سولومون ر. جوجنهايم (التي لها عدة متاحف هامة في العالم منها متحف سولومون غاغينهايم ومتحف غوغنهايم بلباو) ومتحف الإرميتاج. سيتم بناء المتحف اعتمادا على رسوم المهندسة العالمية زها حديد. من المقرر فتح المتحف في سنة 2013.

## النقل

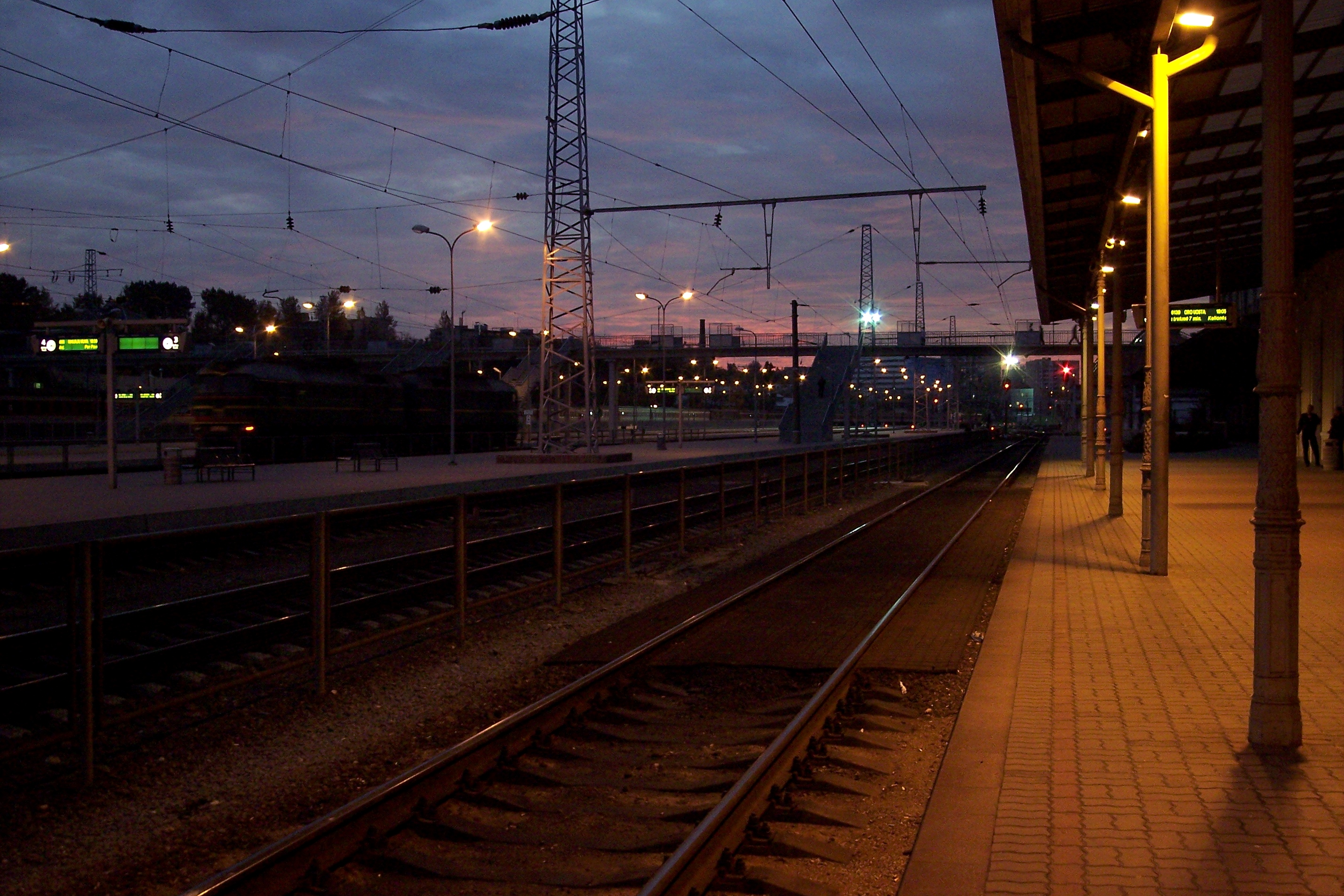
محطة قطارات فيلنيوس

العاصمة اللتوانية لا تنال حظها من كمية وسائل النقل التي تحظى بها العواصم الأوروبية الأخرى لأنها قريبة من حدود الاتحاد الأوروبي مع بيلاروسيا.

والسبب الآخر في عدم وصول التنمية بكثرة إلى قطاع المواصلات هو أن فيلنيوس لم تكن عاصمة ليتوانيا في المدى القريب. بالإضافة إلى ذلك هي أن القطارات التي تربط روسيا بكالينينغراد والتي تمر عبر بيلاروسيا لا تقف في محطات فيلنيوس في حين أنها تمر من هذه المحطات.
 وكذلك تدفق السلع وطرق التجارة والمهاجرين التي تأتي من بلدان البلطيق لتدخل الاتحاد الأوروبي تمر عبر وسط أوروبا يعني من كاوناس. لذلك تم ربط طريق من كاوناس إلى فيلنيوس طوله حوالي 100 كم.

## التوأمة

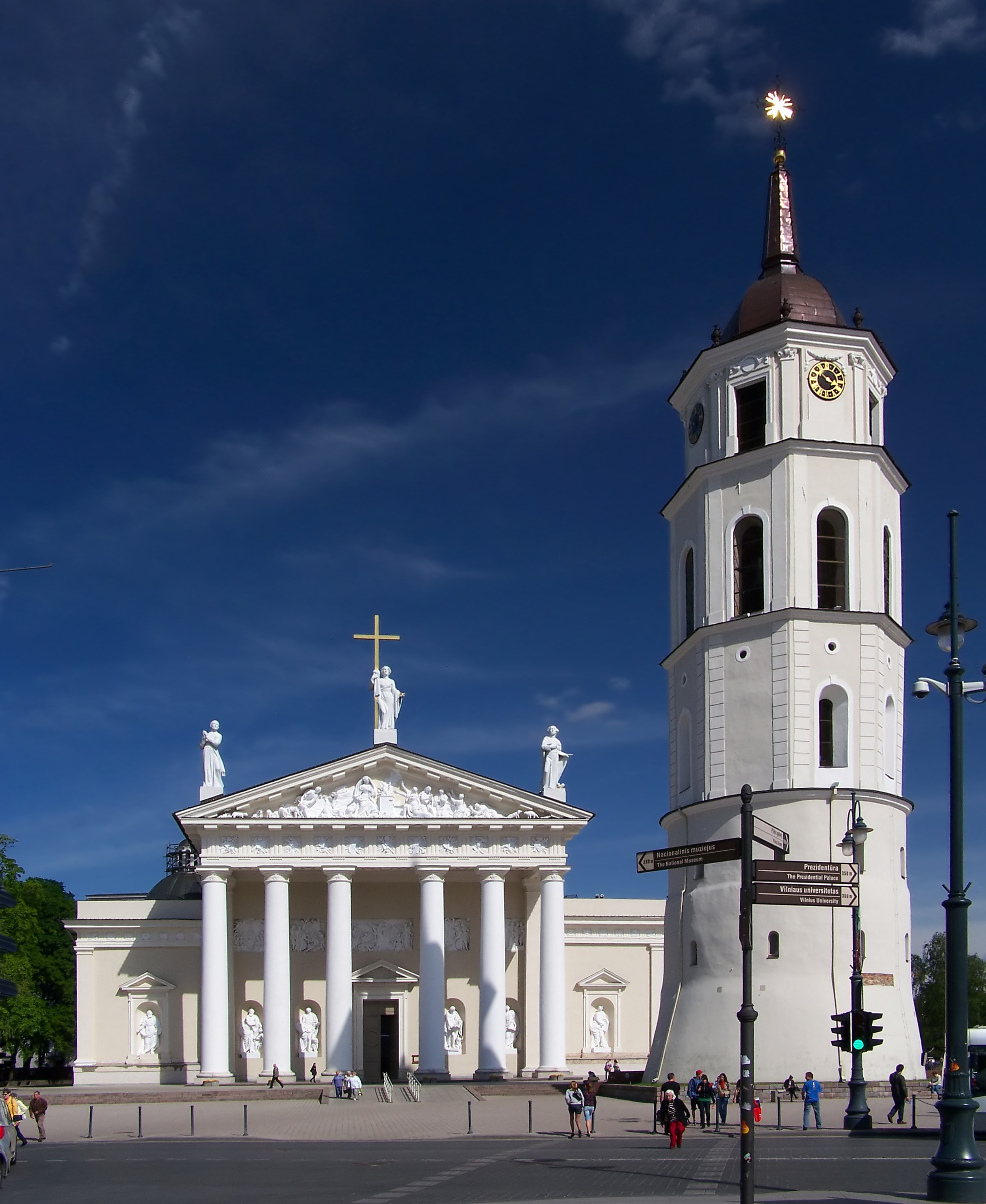
كاتدرائية فيلنيوس

مدينة فيلنيوس لديها توأمة مع 14 مدينة في العالم، وهم:
- آلبورغ (الدنمارك)
- بودابست (المجر)
- كراكوف (بولندا)
- دويسبورغ (ألمانيا)
- إرفورت (ألمانيا)
- يوينسو (فنلندا)
- كييف (أوكرانيا)
- بيرايوس (اليونان)
- ماديسون (الولايات المتحدة)
- أوسلو (النرويج)
- بافيا (إيطاليا)
- سالزبورغ (النمسا)
- تايبيه (تايوان)
- وارسو (بولندا) ولها كذلك 16 معاهدة موقعة في إطار التعاون بين الجهتين وهم:
- ألماتي (كازاخستان)
- أستانا (كازاخستان)
- شيكاغو (الولايات المتحدة)
- ستوكهولم (السويد)
- دنيبروبتروفسك (أوكرانيا)
- دونيتسك (أوكرانيا)
- إدنبرة (اسكتلندا)
- غدانسك (بولندا)
- قوانغتشو (الصين)
- وودج (بولندا)
- مينسك (بيلاروسيا)
- موسكو (روسيا)
- بروكسل (بلجيكا)
- ريغا (لاتفيا)
- ستراسبورغ (فرنسا)
- تالين (إستونيا)

## مواليد فيلنيوس
- ميخال إلويرو أندريولي (1836-1893) : فنان بولندي.
- ألكسندر بيركمان (1936-1970) : كاتب وناشط يهودي.
- فيلنا غاوون (1720-1797) : حاخام وفيلسوف.
- ديزار أنتونوفيتش كوي (1835-1918) : ملحن روسي.
- رومان غاري (1914-1980) : كاتب فرنسي من أصول يهودية.
- داليا غريباوسكايتي (1956-) : سياسية ليتوانية، رئيسة ليتوانيا منذ سنة 2009.
- جاشا هيفيتز (1901-1987) : عازفة كمان يهودية روسية وتجنست للأمريكية.
- ارتوراس بولاوسكاس (1953-) : سياسي ليتواني.
- موشيه شاليط (1885-1941) : صحفي وكاتب وباحث وإثنوغرافي عن يديشلاند.
- سيسيل سارف (1916-1973) : ذات منصب في فرنسا، في حركة مقاومة كانت تنشط في الحرب العالمية الثانية.

## مقالات ذات صلة
- برج فيلنيوس
- جامعة فيلنيوس
- الجامعة الأوروبية للعلوم الإنسانية
- مطار فيلنيوس الدولي
- كاتدرائية فيلنيوس

## وصلات خارجية
- الموقع الرسمي للعاصمة فيلنيوس
- مكتبة جامعة فيلنيوس على موقع اليونسكو